# سوق النسا (تونس)

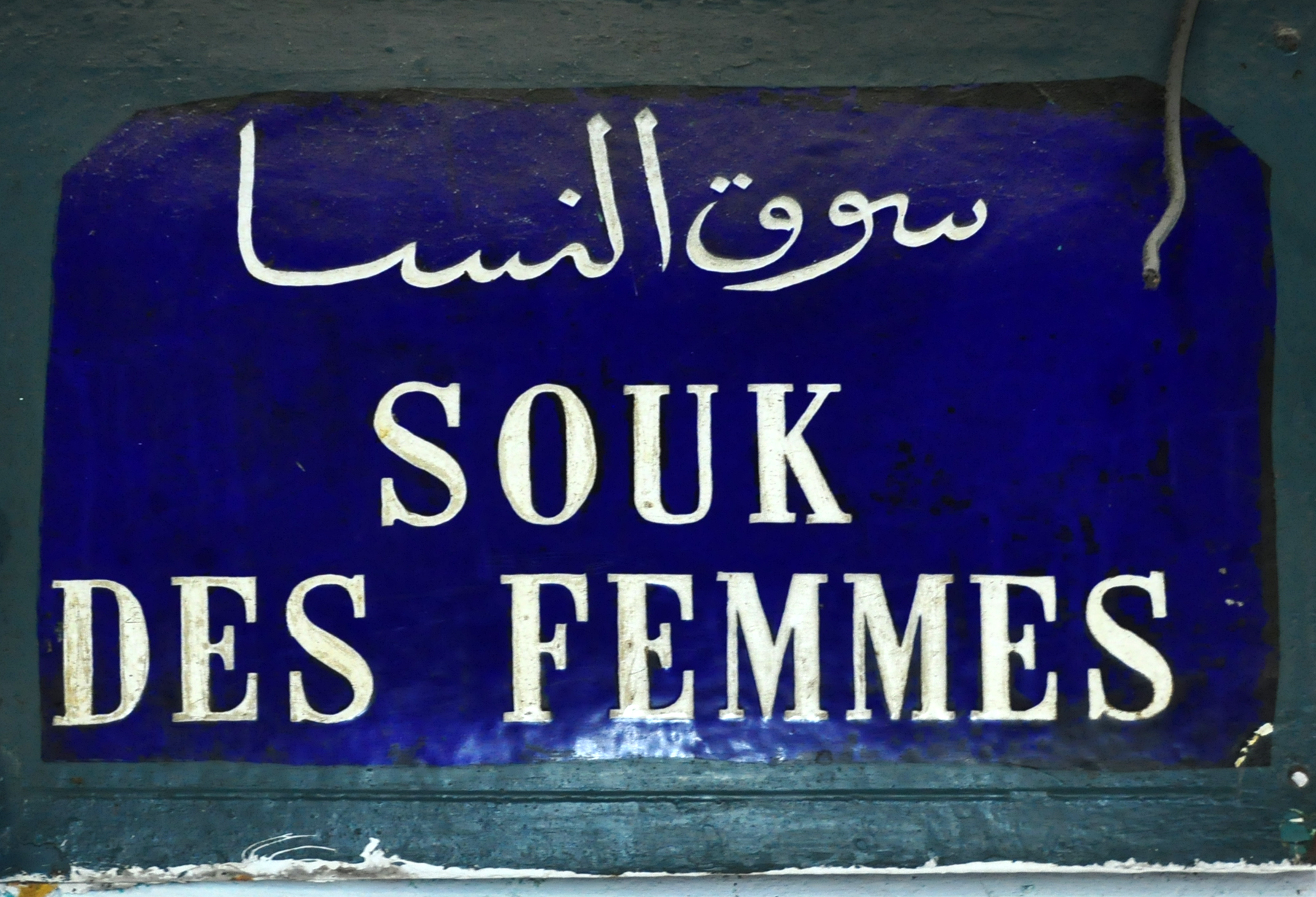
لوحة جدارية لسوق النساء بالمدينة التونسية العتيقة

سوق النسا هو سوق تونسي عمودي يتموقع جنوب سوق الصوف ولا سيما من جامع الزيتونة، أصل اسمه يأتي إلى الأنشطة التي نفذت في هذا السوق لأن المرأة جاءت إلى هناك لشراء وبيع المنتوجات من الصناعات المنزلية (ملابس نسائية من الدانتيل والحجاب الخ ...و-المحرز في كثير من الملابس القديمة عفا عليها الزمن ) اختفى هذا التخصص وبقيت الدكاكين والأرصفة أين كن يعرضن بضاعتهن.